# Jan Kołłątaj-Srzednicki

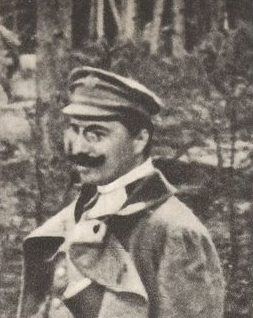
Jan Kołłątaj-Srzednicki jako kapitan Legionów

Jan Kołłątaj-Srzednicki (ur. 17 sierpnia?/29 sierpnia 1883 w Penzie, zm. 19 marca 1944 w Budapeszcie) – doktor medycyny, generał brygady Wojska Polskiego, wolnomularz, członek loży wolnomularskiej Wielkiej Loży Narodowej Polski, kawaler Orderu Virtuti Militari.

## Życiorys

### Młodość
Urodził się i wychował w Penzie. Tam w 1903 ukończył gimnazjum. Jako uczeń gimnazjum uczestniczył w tajnych kółkach patriotyczno–samokształceniowych miejscowej Polonii. W latach 1903–1910 studiował medycynę na Uniwersytecie Moskiewskim. W czasie studiów działał w „Kole Polskim” i związanym z Polską Partią Socjalistyczną – Związku Polskiej Młodzieży Socjalistycznej. Uczestniczył w rewolucji 1905 roku. W 1910 uzyskał dyplom lekarski i wyjechał do Warszawy, gdzie odbył staż w Szpitalu Dzieciątka Jezus. W 1911 przeniósł się do Zakopanego. Został asystentem w Sanatorium Przeciwgruźliczym Kazimierza Dłuskiego. Równocześnie działał w miejscowym oddziale „Strzelca”.

### Służba w Legionach Polskich
Od 1 września 1914 służył w Legionach Polskich. Kolejno zajmował stanowiska:
- lekarza IV batalionu 2 pułku Legionów
- lekarza w I dywizjonie artylerii II Brygady Legionów
- starszego ordynatora Szpitala Legionów Polskich w Lublinie III–VI 1915 i III–VI 1916
- komendanta oddziału sanitarnego III Brygady Legionów od 11 lipca 1915
- lekarza naczelnego 4 pułku Legionów i szefa sanitarnego III Brygady Legionów (lipiec 1916 – lipiec 1917).

Po kryzysie przysięgowym internowany w Szczypiornie. W obozie występował jako sierżant. Po dekonspiracji wywieziony do Niemiec i osadzony w obozach w Havelbergu, Rastadt i Werl. W tych samych obozach więzieni byli przyszli generałowie: Bolesław Ostrowski, Gustaw Orlicz-Dreszer, Mieczysław Ryś-Trojanowski i Janusz Głuchowski.

### Służba w Wojsku Polskim
1 listopada 1918 w Krakowie przystąpił do organizacji oddziałów sanitarnych. 18 listopada został szefem sanitarnym Grupy generała Bolesława Roji, która walczyła z Ukraińcami pod Przemyślem i Lwowem. W grudniu 1918 został wyznaczony na stanowisko szefa Sekcji I (od stycznia 1919 – Sekcja Personalna) Departamentu V (później IX, VI i VIII) Sanitarnego Ministerstwa Spraw Wojskowych w Warszawie. 15 maja 1920 w tej samej komórce organizacyjnej ministerstwa objął stanowisko szefa Sekcji V Opieki, która między innymi sprawowała opiekę nad inwalidami wojskowymi i weteranami powstań narodowych. Do 31 grudnia 1921 był szefem Wydziału Superrewizyjno–Inwalidzkiego Departamentu VIII Sanitarnego MSWojsk. Z dniem 1 stycznia 1922 wydział ten przekazany został do Ministerstwa Pracy i Opieki Społecznej. W czerwcu 1919 został przewodniczącym Komisji Weryfikacyjnej dla oficerów korpusu sanitarnego. W 1922 zweryfikowany został w stopniu pułkownika lekarza ze starszeństwem z dniem 1 czerwca 1919. 7 lutego 1924 mianowany szefem sanitarnym Okręgu Korpusu Nr I w Warszawie. W czasie przewrotu majowego 1926 roku opowiedział się po stronie zamachowców. 18 lutego 1930 Prezydent RP, Ignacy Mościcki awansował go do stopnia generała brygady ze starszeństwem z dniem 1 stycznia 1930 i 7. lokatą w korpusie generałów. Od czerwca 1930 do września 1939 był komendantem Centrum Wyszkolenia Sanitarnego i Inspektorem Służby Zdrowia. Na stanowisku komendanta CWSan. przysługiwały mu uprawnienia dyscyplinarne dowódcy dywizji. Był wiceprezesem zarządu Koła Lekarzy Legionistów.
Po śmierci Karola Wendta został senatorem III kadencji (1930–1935). Złożył ślubowanie 16 stycznia 1935 roku, zrzekł się mandatu 31 stycznia 1935 roku. Jako przedstawiciel Warszawsko-Białostockiej Izby Lekarskiej został wybrany do składu Naczelnej Izby Lekarskiej V kadencji 1935–1939.

### Internowanie na Węgrzech
Po kampanii wrześniowej został internowany na Węgrzech, w obozie Balatonboglár. Po zwolnieniu z obozu kierował pracami Polsko–Węgierskiego Komitetu do Spraw Uchodźców (Magyar–Lengyel Menekültügyi Bizottság) i Sekcją Polską Lekarzy Czerwonego Krzyża na Węgrzech. Wspólnie z płk. Janem Barskim, dowódcą polskiej konspiracji wojskowej w Budapeszcie, organizował dostawy leków – otrzymywanych bezpłatnie od węgierskiej firmy farmaceutycznej „Chinoin” – dla okupowanej Polski. Z polecenia polskich władz wojskowych we Francji sprawował funkcję naczelnego lekarza i szefa sanitarnego w Budapeszcie. Równolegle współorganizował akcję przerzutu polskich żołnierzy do Francji i na Bliski Wschód oraz legalizacji Żydów. W 1941 na żądanie niemieckiego ambasadora został aresztowany, lecz niebawem zwolniony dzięki cichemu poparciu regenta Horthyego. Działalność konspiracyjną i opiekuńczą prowadził do 19 marca 1944, kiedy to Niemcy wkroczyli do Budapesztu. Istnieje kilka wersji śmierci generała. Jedną z nich przedstawił Zdzisław Nicman. „(...) generał na wieść o wejściu Niemców udał się do swego biura [przy ulicy Fö 11] i rozpoczął wraz z personelem palenie kartoteki i akt, które naraziłyby wielu Węgrów na represje, a zalegalizowanych Żydów na śmierć. Ekipa szturmowa Gestapo wpadła do gabinetu generała w końcowej fazie palenia. Generał stawił fizyczny opór. W momencie gdy wyjmował rewolwer z szuflady biurka, padły strzały gestapowców. Potem dokonano masakry obecnych tam polskich lekarzy, pielęgniarek i pacjentów”. Akt zgonu został wystawiony z datą 22 marca. Pochowany na polskiej parceli cmentarza Rakoskeresztur w Kobenya pod Budapesztem.

## Rodzina
Był synem Wojciecha, właściciela warsztatu stolarstwa artystycznego, i Eweliny z Kołłątajów. Wojciech Srzednicki za udział w powstaniu styczniowym zesłany został wraz z żoną do Penzy.
Żonaty z Antoniną z Krzymuskich, łączniczką i sanitariuszką Legionów Polskich, dwukrotnie odznaczoną Krzyżem Walecznych. Miał trzech synów: Andrzeja (1924–1946) oraz bliźniaków Jacka (1927–1944) i Rafała. Wszyscy trzej byli żołnierzami Armii Krajowej. Andrzej w czasie okupacji zachorował na gruźlicę i na początku 1944 przedostał się na Węgry. Zmarł w 1946 po powrocie do kraju. Bliźniacy walczyli w powstaniu warszawskim, w batalionie AK „Gozdawa”. Jacek ps. „Jacek Azja” zginął 13 września. Rafał ps. „Rafał” przeżył powstanie. Po wojnie został inżynierem.

## Awanse
- chorąży 11 października 1914
- porucznik lekarz (Oberarzt) 26 maja 1915 z pominięciem stopnia podporucznika lekarza (Assistenzarzt)
- kapitan lekarz (Regimentsarzt) 28 października 1915
- podpułkownik lekarz 12 listopada 1918 z pominięciem stopnia majora[8]
- pułkownik lekarz
- generał brygady 18 lutego 1930 ze starszeństwem z dniem 1 stycznia 1930 i 7. lokatą w korpusie generałów

## Ordery i odznaczenia
- Krzyż Srebrny Orderu Wojskowego Virtuti Militari nr 6028 (17 maja 1922)[9][10]
- Krzyż Niepodległości (6 listopada 1930)[11]
- Krzyż Oficerski Orderu Odrodzenia Polski (2 maja 1923)[12][13][14]
- Krzyż Walecznych
- Złoty Krzyż Zasługi z Mieczami
- Złoty Krzyż Zasługi (10 listopada 1928)[15]
- Złoty Wawrzyn Akademicki (5 listopada 1938)[16]
- Krzyż Siedemdziesięciolecia Powstania Styczniowego
- Odznaka „Za wierną służbę”[17]
- Odznaka 4 Pułku Piechoty[17]
- Odznaka honorowa Stowarzyszenia Meksykańskich Lekarzy Wojskowych (zezwolenie w 1934)[18]
- Sprawiedliwy wśród Narodów Świata (1998)[19]